# Strzępiak rzepowaty

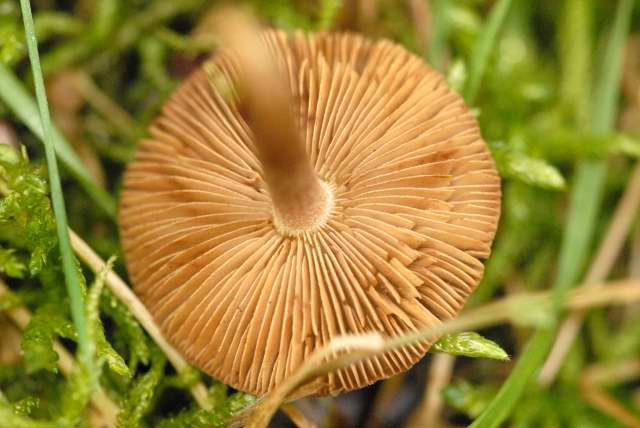
Blaszkowy hymenofor Inocybe napipes.

Strzępiak rzepowaty (Inocybe napipes J. E. Lange) – gatunek grzybów z rodziny strzępiakowatych (Inocybaceae).

## Systematyka i nazewnictwo
Pozycja w klasyfikacji według Index Fungorum: Inocybe, Inocybaceae, Agaricales, Agaricomycetidae, Agaricomycetes, Agaricomycotina, Basidiomycota, Fungi.
Synonim nazwy naukowej: Astrosporina napipes (J.E. Lange) A. Pearson 1938:
Nazwę polską podał Andrzej Nespiak w 1990 r.

## Morfologia
Kapelusz
Średnica 2–4 cm, u młodych owocników stożkowaty z podwiniętym brzegiem, u starszych płasko rozpostarty z garbem i z wyprostowanym brzegiem. Szczyt kapelusza ma powierzchnię filcowatowełnistą i ciemnobrązową, ku brzegowi kapelusza przechodzącą we włóknistą, pasemkowatą i jasnobrązową, a nawet ochrową.
Blaszki
Nieco zbiegające na trzon, o ostrzu gęsto białawo oszronionym. Początkowo są białawe, później ciemniejsze – nieco szarawe, w końcu ochrowobrązowe. Oprócz blaszek kompletnych występują międzyblaszki.
Trzon
Wysokość 5–9 cm, grubość 0,3–0,8 cm, walcowaty, ale nieco spłaszczony, ku podstawie rozszerzający się do 10 mm (bez wyraźnej bulwki). Powierzchnia w górnej i dolnej części jasna, niemal biała, w środkowej brązowa. W górnej części niemal gładka, w dolnej włókienkowata.
Miąższ
W kapeluszu białawy, w trzonie ochrowożółtawy, a w podstawie trzonu brązowawy. Ma słaby, nieco kwaskowy zapach.
Cechy mikroskopowe;
Wysyp zarodników ochrowobrązowy. Zarodniki o rozmiarach 9–11 × 7–8 μm, z 6–8 guzkami. Cienkościenne cheilocystydy i pleurocystydy mają rozmiar 40–60 (70) × 15–18 (22) μm i często na szczycie posiadają główkę kryształków. Kaulocystyd brak.

## Występowanie i siedlisko
Opisano występowanie tego gatunku w Ameryce Północnej, Europie i Japonii. W piśmiennictwie naukowym na terenie Polski podano liczne stanowiska.
Rośnie na ziemi od lipca do listopada na wrzosowiskach, wydmach, w lasach liściastych i mieszanych, często wśród mchów Sphagnum.

## Znaczenie
Grzyb mikoryzowy. Grzyb trujący dla ludzi.

## Gatunki podobne
- strzępiak ostry (Inocybe acuta). Odróżnia się od niego brązową barwą środkowej części trzonu, niewielkim rozszerzeniem jego podstawy oraz częstym występowaniem wśród mchów[5]
- strzępiak jasnobrzegi (Inocybe mixtilis), który ma żółtobrązowy kapelusz bez wyraźnego garbu i nie posiada brązowych odcieni na trzonie[4].